# Queen’s University (Kingston)

Flagge

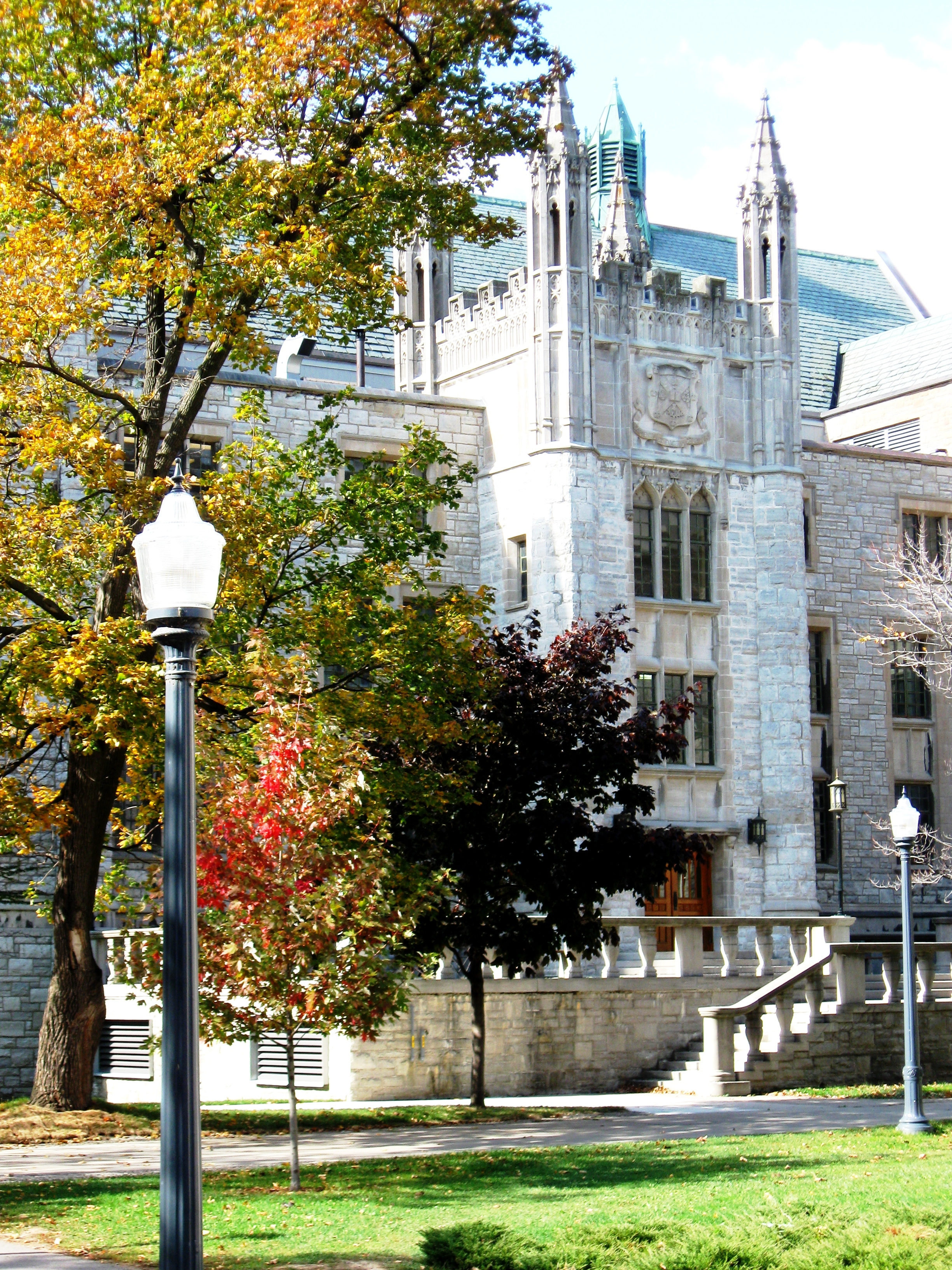
Douglas Library

Queen’s University, umgangssprachlich meist Queen’s genannt, ist eine Universität in Kingston, Ontario, Kanada. Sie wurde 1841, noch während der Kolonialzeit, gegründet.
Als eine der ältesten kanadischen Universitäten verfügt Queen’s über einen Campus in parkartiger Lage entlang der Seepromenade des Ontariosees mit einheitlicher neugotischer Kalkstein-Architektur. Auf Grund ihrer Geschichte und ihrer Bedeutung wurde die Universität am 1. März 1991 durch die kanadische Regierung zu einem „nationalen historischen Ereignis“ erklärt.

## Organisation
Im Jahr 2021 besuchten rund 27.500 Studenten die 17 Fakultäten bzw. Schulen der Queen’s:
- Faculty of Arts and Sciences, nebst nachstehenden Schulen:
  - School of Computing
  - Dan School of Drama and Music
  - School of Environmental Studies
  - School of Kinesiology and Health Studies
  - School of Religion
- Faculty of Education
  - School of English
- Faculty of Engineering and Applied Science
- Faculty of Health Sciences, nebst nachstehenden Schulen:
  - School of Medicine
  - School of Nursing
  - School of Rehabilitation Therapy
- School of Graduate Studies
- Faculty of Law
- Smith School of Business
- School of Policy Studies

## Smith School of Business
Zu den Alumni der Smith School of Business gehören u. a. Elon Musk, Gründer von Tesla Motors, und 
Gordon Nixon, CEO der Royal Bank of Canada. 
Die Fakultät verfügt über Akkreditierungen der AACSB (Nordamerika) und EQUIS (Europa). Laut des amerikanischen Magazins Bloomberg Businessweek gilt die Smith School of Business als eine der 30 besten Business Schools weltweit. Das MBA-Programm wurde 2010 als das beste außerhalb der USA und das viertbeste weltweit gerankt.
Das Business Undergraduate Programm Queen’s Commerce gilt als das beste in Kanada.

## Bekannte Absolventen
- John Russell Baird (* 1969), Außenminister Kanadas
- Elizabeth Otto (* 1970), US-amerikanische Kunsthistorikerin

## Sonstiges
Seit 1995 ist Queen’s das „Bader International Study Centre“ im Herstmonceux Castle in der südenglischen Grafschaft East Sussex angeschlossen. Seit 2010 ist sie Gründungsmitglied des internationalen Matariki Universitätsnetzwerks.
Anders als in Kontinentaleuropa sind die meisten Bachelor-Abschlüsse auf vier Studienjahre ausgerichtet (Baccalaureatus cum Honore).
Im September 2014 wurde ein Memorandum of Understanding (MOU) über ein Doppel-Master Programm mit der Universität Stuttgart unterzeichnet. Das Programm bezieht sich auf die Fächer Chemie, Physik und das Chemieingenieurwesen. Wann das Programm beginnen wird, ist noch nicht bekannt.
Der im US-kanadischen Universitätsbetrieb übliche hauseigene Wissenschafts-Verlag wird gemeinsam mit der McGill University aus Montreal geführt und heißt daher „McGill-Queen’s University Press“, er ist an beiden Standorten präsent.